# Programa nuclear de Corea del Norte
Corea del Norte (Oficialmente República Popular Democrática de Corea o RPDC) en el año 2009, declaró el desarrollo de un arma nuclear, así como la pertenencia de un pequeño arsenal de armas nucleares relativamente simples. Corea del Norte también cuenta con un arsenal de armas químicas y biológicas. Debido a esto, desde el año 2003 Corea del Norte ya no es parte del Tratado de No Proliferación Nuclear.
Después de la India, Israel y Pakistán, Corea del Norte es el cuarto país que tiene bombas nucleares. Corea del Norte se supone que es el segundo país no perteneciente al Tratado de No Proliferación Nuclear después de la India en llevar a cabo una prueba de bomba de hidrógeno.
El 9 de octubre del 2006, Corea del Norte anunció que había llevado a cabo con éxito su primera prueba nuclear. Se detectó una explosión nuclear subterránea, su rendimiento estimó menos de un kilotón, y se detectó una cierta salida radiactiva.
El 6 de enero del 2007, el gobierno de Corea del Norte confirmó que tenía armas nucleares.
En abril de 2009, surgieron informes de que Corea del Norte se había convertido en una "potencia nuclear completamente desarrollada", opinión compartida por Mohamed ElBaradei, director general del Organismo Internacional de Energía Atómica (OIEA).
El 25 de mayo del 2009, Corea del Norte llevó a cabo un segundo ensayo nuclear, lo que resultó en una explosión estimada entre 2 y 7 kilotones. La prueba del 2009, al igual que la prueba del 2006, se estima que ocurrieron en San Mantap, Kilju County, en el noreste de Corea del Norte.
El 11 de febrero del 2013, el Servicio Geológico de Estados Unidos detectó una perturbación sísmica de magnitud 5.1, informó que se trataba de una tercera prueba nuclear subterránea. Corea del Norte la notificó oficialmente como una prueba nuclear exitosa, con una cabeza armada más ligera, que otorga más fuerza que antes, pero no se ha revelado el rendimiento exacto. Diversas fuentes de Corea del Sur estiman un rendimiento entre los 6 y 9 kilotones, mientras que el Instituto Federal Alemán de Geociencias y Recursos Naturales estima el rendimiento a 40 kilotones.
El 6 de enero del 2016 en Corea, el Servicio Geológico de Estados Unidos detectó una perturbación sísmica de magnitud 5.1, informó de que se trataba de una cuarta prueba nuclear subterránea. . Corea del Norte afirmó que esta prueba implicó una bomba de hidrógeno. Esta afirmación no ha sido verificada. En cuestión de horas, muchas naciones y organizaciones habían condenado la prueba.  Los analistas expertos estadounidenses no creen que una bomba de hidrógeno fuera detonada. Los datos sísmicos recogidos hasta la fecha sugieren un rendimiento entre los 6 y 9 kilotones y que la magnitud no está relacionada con la potencia que se genera una explosión dada por una bomba de hidrógeno. "Lo que se especula es que trataron de hacer un dispositivo nuclear impulsado, que es una bomba atómica que tiene un poco de hidrógeno, un isótopo, que se llama tritio," dijo Joseph Cirincione, presidente de la empresa de seguridad mundial Fondo Ploughshares. .
El 7 de febrero del 2016, aproximadamente un mes después de la supuesta prueba de la bomba de hidrógeno, Corea del Norte afirmó haber puesto un satélite en órbita alrededor de la Tierra. El primer ministro japonés, Shinzo Abe, había advertido a Corea del Norte de no lanzar el cohete, en caso de hacerlo y el cohete entrara en territorio japonés, sería derribado. Sin embargo, Corea del Norte hizo caso omiso y lanzó el cohete, afirmando que el satélite estaba destinado exclusivamente para fines pacíficos y científicos. Varios países, entre ellos Estados Unidos, Japón y Corea del Sur, han criticado el lanzamiento, y a pesar de que Corea del Norte afirma que el cohete fue con fines pacíficos, ha sido fuertemente criticada ya que fue visto como un intento de realizar una prueba de misil balístico intercontinental con el pretexto de que fue un lanzamiento pacífico. China también criticó el lanzamiento, sin embargo, exhortó a "las partes relevantes" a "abstenerse de realizar acciones que pudieran intensificar aún más las tensiones en la península coreana".

## Historia
El programa nuclear se remonta alrededor del año de 1962, cuando Corea del Norte se comprometió a lo que calificó como "fortalecimiento totalitario", que fue el comienzo de la Corea del Norte militarizada de hoy. En 1963, Corea del Norte pidió a la Unión Soviética ayuda en el desarrollo de armas nucleares, pero fue rechazado. La Unión Soviética accedió a ayudar a Corea del Norte a desarrollar un programa de energía nuclear con fines pacíficos, incluyendo la formación de científicos nucleares. Más tarde, China, después de realizar sus pruebas nucleares, de manera similar rechazó la petición de Corea del Norte sobre ayudarlos en el desarrollo de armas nucleares.
Los especialistas soviéticos participaron en la construcción del Centro de Investigaciones Científicas nuclear de Yongbyon y comenzaron la construcción de un reactor de investigación IRT-2000 en 1963, que entró en funcionamiento en 1965 y se actualizó a 8 MW en 1974. En 1979 Corea del Norte comenzó a construir en Yongbyon un segundo reactor de investigación, una planta de procesamiento de mineral y una planta de fabricación de barras de combustible..
El programa de armas nucleares de Corea del Norte se remonta a la década de 1980. Centrándose en los usos prácticos de la energía nuclear y la realización de un sistema de desarrollo de armas nucleares, Corea del Norte comenzó a operar instalaciones para la fabricación y conversión de uranio, y llevó a cabo pruebas con alto poder explosivo de detonación. En 1985, Corea del Norte ratificó el TNP, pero no concluyó el acuerdo de salvaguardias con el OIEA requerido hasta 1992. A principios de 1993, al verificar la declaración inicial de Corea del Norte, el OIEA llegó a la conclusión de que había una fuerte evidencia que esta declaración estaba incompleta. Cuando Corea del Norte se negó la inspección especial solicitada, el OIEA informó su incumplimiento al Consejo de Seguridad de la ONU. En 1993, Corea del Norte anunció su retirada del TNP, pero suspendió esa retirada antes de que entrara en vigor.
Bajo el Acuerdo Marco de 1994, el gobierno de Estados Unidos acordó facilitar el suministro de dos reactores de agua ligera a Corea del Norte a cambio del desarme Norcoreano. Tales reactores se consideran "más resistentes a la proliferación de reactores de grafito moderados por Corea del Norte", pero no "la prueba de proliferación". La aplicación del Acuerdo Marco fracasó, y en 2002 el Acuerdo Marco se vino abajo, cada lado culpándose el uno al otro por su fracaso. Para el año 2002, Pakistán había admitido que Corea del Norte había tenido acceso a la tecnología nuclear de Pakistán a finales de 1990. Con base en las pruebas de Pakistán, Libia, y múltiples confesiones de Corea del Norte misma, los Estados Unidos acusó a Corea del Norte de incumplimiento y los envíos de petróleo se detuvieron; Corea del Norte afirmó más tarde su confesión pública que la culpa había sido malinterpretada deliberadamente. A finales del 2002, el Acuerdo Marco fue abandonado oficialmente.
En 2003, Corea del Norte volvió a anunciar su retirada del Tratado de No Proliferación Nuclear. En 2005, admitió tener armas nucleares, pero se comprometió a cerrar el programa nuclear.
El 17 de marzo del 2007, Corea del Norte le dijo a los delegados en las conversaciones nucleares internacionales que se disponía a cerrar su principal instalación nuclear. El acuerdo se alcanzó tras una serie de seis conversaciones, que incluyeron a Corea del Norte, Corea del Sur, China, Rusia, Japón y a los Estados Unidos que comenzaron en 2003. Según el acuerdo, se presentará una lista de sus programas nucleares y la instalación nuclear se desactivaría a cambio de ayuda de combustible y de normalización de las conversaciones con Estados Unidos y Japón. Esto se retrasó en abril debido a una disputa con Estados Unidos sobre el Banco Delta Asia, pero el 14 de julio los inspectores del Organismo Internacional de Energía Atómica confirmaron el cierre del reactor nuclear de Yongbyon de Corea del Norte en consecuencia, Corea del Norte comenzó a recibir ayuda. Este acuerdo se vino abajo en 2009, tras una prueba de misiles realizada por Corea del Norte.
En febrero del 2012, Corea del Norte anunció que iba a suspender el enriquecimiento de uranio en la Central Nuclear del Centro de Investigación Científica Yongbyon que no iba a llevar a cabo ensayos adicionales de armas nucleares mientras continuaran las negociaciones productivas que involucran a Estados Unidos. Este acuerdo incluía una suspensión de las pruebas de misiles de largo alcance. Además, Corea del Norte aceptó que los inspectores del OIEA supervisaran las operaciones en Yongbyon. Los Estados Unidos reafirmó que no tenía ninguna intención hostil hacia la RPDC y se preparó para mejorar las relaciones bilaterales, y acordó el envío de ayuda alimentaria a Corea del Norte. Los Estados Unidos calificaron la medida como "importante, aunque limitada", pero dijo que procedería con cautela y que reanudarían las conversaciones sólo después de que Corea del Norte hiciera los pasos hacia el cumplimiento de su promesa. Sin embargo, después de que Corea del Norte realizó una prueba de misiles de largo alcance en abril del 2012, Estados Unidos decidió no proceder con la ayuda alimentaria.

## Armas nucleares

### Panorama general

#### Década de 1980
La Agencia Central de Noticias de Corea afirma que «la política que se implementó en Corea del Norte durante la administración Bush se debía a su ignorancia de la RPDC y dio lugar a que Corea del Norte se volviera un estado con armas nucleares». Corea del Norte había sido sospechoso de mantener un programa de desarrollo de armas nucleares clandestino, ya que la principios de 1980, cuando se construyó un reactor nuclear de plutonio productor de Magnox en Yongbyon. Varios medios diplomáticos habían sido utilizados por la comunidad internacional para tratar de limitar el programa nuclear de Corea del Norte para la generación de energía pacífica y para alentar a Corea del Norte a participar en los tratados internacionales.
Durante la 13.ª edición del Festival Mundial de la Juventud y los Estudiantes, celebrado en la RPDC en 1989, el activista de Corea del Sur y "Flor de la Reunificación" Lim Su-kyung afirmó que la RPDC no estaba buscando armas nucleares, diciendo: «El lema "construyamos un nuevo mundo libre de armas nucleares!" no será materializado por las solas palabras. Me gustaría que luche resueltamente contra las fuerzas de anti-reunificación, y nos diera el apoyo y el aliento. Yo también, quiero vivir en un país libre de armas nucleares. En mi propia tierra, y no infestada con las fuerzas extranjeras y tropas del ejército extranjeros».

#### Década de 1990
En mayo de 1992, la primera inspección de Corea del Norte por el Organismo Internacional de Energía Atómica (OIEA) descubrió discrepancias que sugieren que Corea del Norte ha procesado más plutonio de lo declarado. OIEA pidió acceso a la información y el acceso a dos sitios de desechos nucleares en Yongbyon. Corea del Norte rechazó la solicitud OIEA y anunció el 12 de marzo de 1993, su intención de retirarse del TNP.
En 1994, Corea del Norte se comprometió, en el marco del "Acuerdo Marco" con Estados Unidos, a congelar sus programas de plutonio y desmantelar todos sus programas de armas nucleares a cambio de varios tipos de asistencia, incluyendo la construcción de dos centrales nucleares modernas accionadas por reactores de luz y agua.

#### Década del 2000
Para 2002, los Estados Unidos creyó que Corea del Norte estaba llevando a cabo tanto tecnologías de enriquecimiento de uranio como de procesamiento de plutonio en desafío al Acuerdo Marco. Corea del Norte supuestamente le dijo a los diplomáticos estadounidenses en privado que estaban en posesión de armas nucleares, citando fallas americanas para defender su propio fin del "Acuerdo Marco" como fuerza motivadora. Corea del Norte después "aclaró" que no poseía armas aún, pero que tenía "derecho" a poseerlas, a pesar del Acuerdo Marco. A finales del 2002 y principios del 2003, Corea del Norte comenzó a tomar medidas para expulsar los inspectores del Organismo Internacional de Energía Atómica, mientras que el cambio de ruta de las barras de combustible usadas para el procesamiento de plutonio para armas nucleares. A finales del 2003, Corea del Norte afirmó que congelaría su programa nuclear a cambio de concesiones adicionales de Estados Unidos, pero no se llegó a un acuerdo final. Corea del Norte se retiró del Tratado de No Proliferación Nuclear en 2003.
El 9 de octubre de 2006, Corea del Norte demostró su capacidad nuclear con su primera prueba nuclear subterránea, la detonación de un dispositivo basado en el plutonio y el rendimiento estimado fue de 0,2-1 kilotones. La prueba se realizó en Punggye-uk, y funcionarios de inteligencia de Estados Unidos más tarde anunciaron que el análisis de los residuos radiactivos en muestras de aire tomadas unos días después de la prueba confirmaron que la explosión se había llevado a cabo. El Consejo de Seguridad de las Naciones Unidas condenó la prueba en la resolución de 1874.
El 6 de enero del 2007, el gobierno de Corea del Norte confirmó, además, que tenía armas nucleares.
En febrero del 2007, tras el proceso de las seis conversaciones de desarme, Pionyang acordó cerrar su principal reactor nuclear. El 8 de octubre de 2008, a los inspectores del OIEA le fue prohibido que se realizaran inspecciones del sitio por el gobierno de Corea del Norte.

#### 2009-2012
El 25 de abril del 2009, el gobierno de Corea del Norte anunció que las instalaciones nucleares del país habían sido reactivadas, y que el re-procesamiento del combustible gastado para el grado de armas de plutonio había sido restaurado.
El 25 de mayo del 2009, Corea del Norte llevó a cabo su segunda prueba nuclear subterránea. El Servicio Geológico de EE. UU. calcula su origen en la proximidad del sitio de la primera prueba nuclear. La prueba fue más potente que la prueba anterior, estimando de 2 a 7 kilotones. El mismo día, también se llevó a cabo una exitosa prueba de misiles de corto alcance.

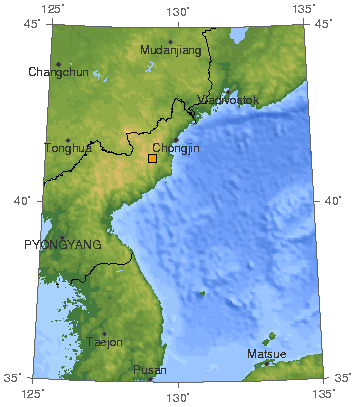
USGS imagen del terremoto causado por el ensayo nuclear.

#### 2013-2015
El 12 de febrero monitores en Asia recopilaron actividad sísmica inusual en una instalación de Corea del Norte a las 11:57 de la mañana (02:57 GMT), luego se determinó que era un terremoto artificial. Con una magnitud inicial de 4,9 (más tarde revisada a 5,1). La Agencia Central de Noticias Coreana posteriormente dijo que el país había detonado un artefacto nuclear miniaturizado con «mayor fuerza explosiva» en una prueba subterránea. De acuerdo con el Instituto Coreano de Recursos minerales y Ciencias de la Tierra, el rendimiento estimado fue de 7,7-7,8 kilotones.
En diciembre del 2015, Kim Jong-un sugirió que el país tenía la capacidad de lanzar una bomba de hidrógeno, un dispositivo de mucho más poder que las bombas atómicas convencionales utilizadas en las pruebas anteriores. El comentario fue recibido con escepticismo por parte de la Casa Blanca y los funcionarios surcoreanos.

#### 2016
El 6 de enero, después de informes de un terremoto de magnitud 5,1 originados en el noreste de Corea del Norte a las 10:00:01 GMT + 08: 30, el régimen del país hizo declaraciones de que había sido probada con éxito una bomba de hidrógeno. Si es que fue una bomba de hidrógeno todavía no se ha demostrado.  Los expertos han puesto en duda esta afirmación.  Un experto en espionaje de Corea del Sur sugirió que podría haber sido una bomba atómica y no una bomba de hidrógeno.  Los expertos en varios países, entre ellos Corea del Sur han expresado sus dudas sobre la tecnología reivindicada debido al tamaño relativamente pequeño de la explosión. El analista de defensa Bruce W. Bennett, de la organización de investigación RAND dijo a la BBC que «Kim Jong-un está mintiendo, diciendo que hicieron una prueba de hidrógeno cuando no lo hicieron, ellos solo utilizaron armas de fisión un poco más eficientes - o parte de la prueba de hidrógeno en realidad no funcionaba muy bien o la parte de fisión no funcionaba muy bien».
Naciones de todo el mundo, así como la OTAN y la Organización de las Naciones Unidas, se han pronunciado en contra de las pruebas tan desestabilizadoras, como un peligro para la seguridad internacional y como una violación de las resoluciones del Consejo de Seguridad de la ONU. China, uno de los aliados de Corea del Norte, también ha denunciado la prueba.
El 9 de septiembre del 2016, un sismo superficial de 5,3 fue reportado por el Servicio Geológico de los Estados Unidos (USGS) en el noreste de Corea del Norte, con epicentro cercano al lugar donde se realizó la prueba nuclear de enero del mismo año. Según la agencia de noticias surcoreana Yonhap, existe una «alta probabilidad» de que se trate de un nuevo ensayo nuclear.

#### 2017
Corea del Norte realizó su sexta prueba nuclear (y la más reciente hasta la fecha) el 3 de septiembre de 2017, afirmando que había probado un arma termonuclear (bomba de hidrógeno). El Servicio Geológico de los Estados Unidos informó de un terremoto de magnitud 6,3 no lejos del sitio de pruebas nucleares de Punggye-ri en Corea del Norte. Las autoridades de Corea del Sur dijeron que el terremoto parecía ser artificial, consistente con una prueba nuclear subterránea. El USGS, así como el Centro de Redes Sismológicas de China, informó que el evento inicial fue seguido por un segundo terremoto más pequeño en el sitio, varios minutos después, que se caracterizó por un colapso de la cavidad formada por la detonación inicial.

### Producción de material fisible

#### Instalaciones de plutonio
Los reactores nucleares basados en plutonio de Corea del Norte se encuentran en el Centro de Investigación Científica nuclear de Yongbyon, a unos 90 km al norte de Pionyang.

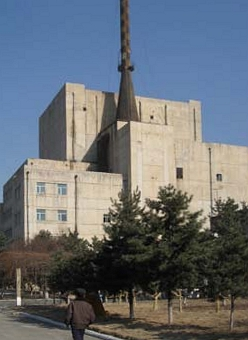
Reactor experimental nuclear de 5 MW en el Centro de Investigación Científica Yongbyon

- Un reactor de investigación IRT-2000 completo fue suministrado por los soviéticos 1967.[70] El uranio irradiado en este reactor se utilizó en los primeros experimentos de separación de plutonio de Corea del Norte en 1975.[71] Sin embargo, el propósito primario del reactor no es producir plutonio y Corea del Norte ha tenido problemas para adquirir suficiente combustible para la operación constante. El Departamento de Energía de EE. UU. estima que este reactor pudo haber sido utilizado para producir hasta 1-2 kg de plutonio, aunque el Comité Conjunto de Inteligencia de la Energía Atómica dijo que la cantidad no era más que unos pocos cientos de gramos.[72]

- Un reactor nuclear más novedoso con una capacidad de 5 MWe. Este reactor de tipo Magnox moderado de gas-grafito es el reactor principal de Corea del Norte, donde prácticamente la totalidad de su plutonio se ha producido. Un núcleo completo consta de 8.000 barras de combustible y puede producir un máximo de 27-29 kg de plutonio si se deja en el reactor durante para un quemado óptimo.[73] El almacenaje de plutonio de Corea del Norte, a mediados del 2006, se estima que era capaz de producir 0,9 gramos de plutonio por megavatio térmico todos los días de sus operaciones. El material necesario para hacer una sola bomba es de aproximadamente de cuatro a ocho kilogramos.[74] A menudo, Corea del Norte ha descargado el reactor antes de alcanzar el nivel máximo grado de quemado. Hay tres núcleos conocidos que fueron descargados en 1994 (bajo la supervisión del OIEA de conformidad con el Marco Acordado), 2005, y 2007.

- En 1989, el reactor de 5 MWe fue cerrado por un período de setenta a cien días. Durante este tiempo se estima que hasta quince kilos de plutonio pudieron haber sido extraídos. En 1994, Corea del Norte descargó sus reactores de nuevo. El OIEA tenía éstos bajo vigilancia completa, hasta después se les negó la posibilidad de observar las plantas de energía de Corea del Norte.[75] En funcionamiento normal, el reactor puede producir alrededor de 6 kg de plutonio al año, aunque tendría que ser cerrado y el combustible del reactor de barras extraído para comenzar el proceso de separación de plutonio. Por lo tanto, las etapas de separación de plutonio se alternan con las etapas de producción de plutonio. El re-procesamiento (también conocida como la separación) se sabe que tuvo lugar en 2003 para el primer núcleo y en 2005 para el segundo núcleo.

- Dos reactores Magnox (50 MWe y 200 MWe), bajo construcción en Yongbyon y Taechon. Si se completa, el reactor de 50 MWe sería capaz de producir 60 kg de plutonio al año, suficiente para aproximadamente 10 armas y un reactor de 200MWe para 220 kg de plutonio al año, suficiente para aproximadamente 40 armas. La construcción se detuvo en 1994 alrededor de un año a partir de la terminación de acuerdo con el Acuerdo Marco, y en 2004 las estructuras y tuberías se deterioraron gravemente.[76][77]

- La instalación de procesamiento de combustible que recupera el uranio y el plutonio del combustible gastado utilizando el proceso PUREX. Basado en el diseño de la planta de procesamiento Euroquímica extendida en el diseño Mol-Dessel en Bélgica.[78] En 1994 su actividad se congeló en concordancia con el Acuerdo Marco.[29] El 25 de abril del 2009, la agencia de noticias norcoreana KCNA, informó sobre la reanudación de re-procesamiento de combustible gastado para recuperar el plutonio.[79]

El 12 de marzo de 1993, Corea del Norte dijo que planeaba retirarse del Tratado de No Proliferación Nuclear (TNP) y se negó a permitir el acceso para inspecciones de la AIEA a sus instalaciones nucleares. En 1994, los Estados Unidos creyó que Corea del Norte tenía suficiente plutonio re-procesado para producir alrededor de 10 bombas con una cantidad de plutonio en aumento. Ante la presión diplomática después de la resolución 825 del Consejo de Seguridad de la ONU y la amenaza de ataques aéreos estadounidenses contra el reactor, Corea del Norte accedió a desmantelar su programa de plutonio como parte del Acuerdo Marco en el que Corea del Sur y Estados Unidos proveerían a Corea del Norte con reactores de agua ligera y gasolina hasta que se pudieran completar esos reactores.
Debido a que los reactores de agua ligera requerirían de uranio enriquecido para ser importadas del exterior de Corea del Norte, la cantidad de combustible del reactor y los residuos se podía rastrear con mayor facilidad, lo que dificulta el desviar los residuos nucleares que van a ser procesados en plutonio. Sin embargo, el Acuerdo Marco fue escenario de dificultades, con cada lado culpándose el uno al otro por los retrasos en la ejecución; como resultado, los reactores de agua ligera nunca se terminaron. A finales del 2002, después de que se suspendió la ayuda de combustible, Corea del Norte volvió a usar sus viejos reactores.
En 2006, había ocho sitios identificados como posibles sitios para la prueba de explosión actual (y futura) pruebas de acuerdo con una declaración del Parlamento de Corea del Sur. Estos sitios se distinguen de diversas otras instalaciones de producción de materiales nucleares porque se cree que se identifican más con un propósito potencialmente militar:
1. Hamgyong BUKDO (Hamgyong del Norte) Provincia - 2 sitios:
- Chungjinsi - sitio de almacenamiento de combustible nuclear, base militar e instalación subterránea no identificada
- Kilju - Amplia acumulación militar con formaciones de tropas motorizadas y la construcción de la nueva instalación subterránea avanzada - Sitio del 25 de mayo de 2009, de los Ensayos Nucleares.
- Phungyar - Sitio del 9 de octubre del 2006, de los Ensayos Nucleares

2. Chagang - 1 sitio: Kanggye - Centro de Producción de equipo y municiones avanzada de Corea del Norte desde 1956. Además, la inteligencia extensa de instalación subterránea muy avanzada.
3. Pionyang BUKDO (Pyongan del Norte) Provincia - 4 sitios:
- Yongbyon - 2 Sitios - Ubicación de Yongbyon Centro de Investigación Nuclear, y la instalación de explosión del ensayo experimental de la instalación y dos instalaciones subterráneas no identificadas. Además, hay un reactor de gas-grafito, sitio de prueba HE, sitio de fabricación de combustible nuclear, sitio de almacenamiento de residuos nucleares
- Kusungsi - Entre 1997 y septiembre del 2002, aproximadamente 70 explosiones de ensayo de municiones de Corea del Norte se llevaron a cabo. Además, la existencia de instalaciones subterráneas
- Taechongun - sitio de construcción de la planta de energía nuclear de 200 MWe. Ubicación de instalación subterránea no identificada y armas nucleares / instalaciones relacionadas con la energía que se sabe existe.

4. Pyongan Namdo (Pyongan Sur) Provincia - 1 sitio: Pionyang - Ubicación de la Academia Nacional de Ciencias y extensa instalación subterránea cuyo propósito se desconoce.

#### Programa de uranio altamente enriquecido
Corea del Norte posee minas de uranio que contienen un estimado de 4 millones de toneladas de mineral de uranio de alto grado.
La primera ministra Benazir Bhutto de Pakistán presuntamente, a través del ex científico paquistaní, Abdul Qadeer Khan, suministra datos clave, almacenados en CD, sobre el enriquecimiento de uranio y la información a Corea del Norte a cambio de la tecnología de misiles durante 1990 a 1996, de acuerdo con funcionarios de inteligencia de Estados Unidos. El Presidente Pervez Musharraf y el primer ministro Shaukat Aziz reconoció en 2005 que Khan había proporcionado centrifugadoras y sus diseños a Corea del Norte. En mayo del 2008, Khan, que había confesado previamente que suministró los datos por su propia iniciativa, se retractó de su confesión, alegando que el Gobierno de Pakistán lo obligó a ser un "chivo expiatorio". También afirmó que el programa nuclear de Corea del Norte estaba muy avanzado antes de sus visitas a Corea del Norte.
El programa de uranio altamente enriquecido (UME) fue publicado en octubre del 2002, cuando Estados Unidos preguntó a los funcionarios de Corea del Norte sobre el programa. Bajo el Acuerdo Marco, Corea del Norte aceptó explícitamente congelar los programas de plutonio (en concreto, sus "reactores moderados de grafito y las instalaciones relacionadas"). El acuerdo también comprometió a Corea del Norte para aplicar la Declaración Conjunta sobre la desnuclearización de la península de Corea, en la que ambas Coreas se comprometieron a no tener instalaciones de enriquecimiento o re-procesamiento. Los Estados Unidos alegaron que Corea del Norte violó su compromiso de no contar con instalaciones de enriquecimiento.
En diciembre del 2002, alegando el incumplimiento de Corea del Norte, Estados Unidos convenció a la Junta KEDO de suspender los envíos de petróleo de combustible, lo que llevó al final del Acuerdo Marco. Corea del Norte respondió anunciando planes para reactivar un programa de procesamiento de combustible nuclear y la planta de energía latente al norte de Pionyang. Poco después expulsó a los inspectores de Naciones Unidas y anunció una "retirada" unilateral del Tratado de No Proliferación.
En 2007, un funcionario de la administración Bush evaluó que, aunque todavía había una "alta confianza" de que Corea del Norte adquirió materiales que podrían ser utilizados en un programa de uranio "a escala de producción", solo hay un nivel de "media confianza" de tal producción a gran escala de uranio (en lugar de solamente el plutonio) de que el programa existe.

### Estimaciones y proyecciones de la existencia de reservas

#### Instituto de Ciencia y Seguridad Internacional
Para 2013, el Instituto de Ciencia y Seguridad Internacional da una estimación de gama media de 12 a 27 "equivalentes" de armas nucleares, incluyendo las reservas de uranio y plutonio. Para el año 2016, Corea del Norte proyecta tener de 14 a 48 equivalentes de armas nucleares. (Para las armas de uranio, se supone que cada arma contiene 20 kilogramos de uranio enriquecido).

#### FCE
A partir del 2012, la Federación de Científicos Estadounidenses estimó que Corea del Norte tiene menos de 10 ojivas de plutonio.

#### SIPRI
A partir de enero del 2013, el Instituto Internacional de Estudios para la Paz de Estocolmo, también conocido como SIPRI por sus siglas en inglés, estimó que Corea del Norte tiene de 6 a 8 cabezas.

## Armas biológicas y químicas
Corea del Norte se adhirió a la Convención sobre las armas biológicas en 1987, y el Protocolo de Ginebra el 4 de enero de 1989, pero no ha firmado la Convención sobre las armas químicas.
El Departamento de Defensa de Estados Unidos cree que Corea del Norte probablemente tiene un programa de armas químicas y es probable que posea un arsenal de armas. Los Estados Unidos creen que Corea del Norte mantiene una capacidad de armas biológicas e infraestructura y que tiene la capacidad de producción de municiones para desplegar agentes biológicos si deciden hacerlo.
Corea del Norte según los informes, adquirió la tecnología necesaria para producir tabun y gas mostaza ya en la década de 1950. Los Estados Unidos estiman que es probable que el arsenal de armas químicas de Corea del Norte sea desde unos pocos cientos de toneladas hasta unos pocos miles.
En 2009, el Grupo Internacional de Crisis informó de que el consenso de la visión de los expertos fue que Corea del Norte tenía una reserva de alrededor de 2500 a 5000 toneladas de armas químicas, como el gas mostaza, sarín (GB) y otros agentes nerviosos. El gobierno de Corea del Sur también estimó la reserva de aproximadamente 2500 a 5000 toneladas en 2010.
Corea del Norte también puede haber comenzado la producción de agentes binarios. Los agentes binarios son tóxicos sólo cuando se combinan dos productos químicos (normalmente separados físicamente). Mediante la creación de agentes binarios, Corea del Norte puede aumentar su seguridad al manejar materiales peligrosos. Las unidades militares de Corea del Norte llevan a cabo ejercicios de entrenamiento regulares nucleares, biológicos y químicos (NBQ) en un ambiente químico. Las unidades de guerra químicas y biológicas de Corea del Norte están equipadas con descontaminación y equipos de detección. En 2010, el Omaha World-Herald informó que Corea del Norte tiene armas químicas que podrían causar millones de damnificados en Corea del Sur, donde las máscaras de gas se proporcionan únicamente a los funcionarios militares y gubernamentales superiores.
El 6 de junio del 2015, un desertor de Corea del Norte a Finlandia que está trabajando en China dice tener 15 gigabytes de pruebas electrónicas que, según él documenta de cómo el país está probando agentes biológicos y químicos sobre sus propios ciudadanos. El mismo día, comunicados de fotos de Kim Jong-un visitando la Escuela de Pionyang Bio-técnica fueron examinadas por expertos tales como Melissa Hanham del Centro James Martin de Estudios de No Proliferación, que afirma que esta es una fábrica de producción de ántrax. Sin embargo, un funcionario portavoz de la Comisión Nacional de Defensa negó las acusaciones de la Agencia central de Noticias de Corea, desafiando al Congreso de Estados Unidos para inspeccionar el Instituto, diciendo: "Ven aquí ahora mismo, con todos los 535 miembros de la Cámara de Representantes y el Senado, así como los secretarios y subsecretarios del gobierno que han hecho su voz ronca gritando por nuevas sanciones. Luego pueden contemplar la vista imponente de la Escuela Bio-técnica de Pyongyang imbécil".

## Sistemas de entrega

### Historia
En la década de 1960, Corea del Norte recibió el primer envío de misiles balísticos de corto alcance desde su principal aliado, la Unión Soviética. Las primeras armas de este tipo que se entregarán fue la serie táctica FROG. A finales de 1970 o principios de 1980, Corea del Norte recibió varios misiles Scud-B de largo alcance de Egipto (que a su vez recibieron misiles de la URSS, Bulgaria y Polonia). La URSS se había negado a suministrar misiles Scud a Corea del Norte. Se estableció una base de producción local, y la primera copia modificada fue nombrada Hwasong-5. Con el tiempo, se han desarrollado tipos de misiles más avanzados. Finalmente, Corea del Norte se dotó de misiles balísticos capaces de llegar a Japón. En la década de 1990, Corea del Norte vendió misiles con capacidad nuclear de tamaño medio a Pakistán en una operación facilitada por China.

#### Principios de los 2000
La capacidad de Corea del Norte para entregar las armas de destrucción masiva a un objetivo hipotético es un tanto limitada por su tecnología de misiles. A partir del 2005, la gama total de Corea del Norte de sus misiles Nodong estiman 900 km con una carga útil de 1000 kg, lo suficiente como para llegar a Corea del Sur y partes de Japón, Rusia y China. No se sabe si este misil es capaz de llevar las armas nucleares que Corea del Norte pudo haber desarrollado.
El BM25 Musudan es un diseñado misil balístico de alcance intermedio de Corea del Norte con capacidad de alcance que hasta, podría transportar una ojiva nuclear. A partir del 2010, fuentes occidentales no tenían ninguna indicación de que el sistema de misiles nunca había sido probado, o estaba en funcionamiento. Corea del Norte también ha desarrollado el misil Taepodong-1, que tiene un rango estimado de hasta 5.000 kilómetros.
Con el desarrollo del misil Taepodong-2, con un rango esperado de 5.000-6.000 km, Corea del Norte podría ofrecer una ojiva hipotéticamente a casi todos los países del sudeste asiático, así como del lado occidental de América del Norte. El misil Taepodong-2 fue probado sin éxito el 4 de julio del 2006. La inteligencia de EE. UU. estima que el arma no estará en funcionamiento por otros 11 años. El Taepodong-2, teóricamente, podría golpear el oeste de Estados Unidos. Puede que existan pocos misiles Taepodong-2 pero los procedimientos de lanzamiento son largos y visibles.
En una entrevista en línea publicada en 2006, el ministro analista japonés de la Defensa Takesada argumentó que el deseo de la unificación de Corea del Norte es similar a Vietnam del Norte, y advirtió de la posibilidad de fusión forzosa de Corea del Norte con Corea del Sur por las amenazas de armas nucleares, aprovechando cualquier posible disminución de la presencia militar de Estados Unidos en Corea del Sur, después de que Corea del Norte despliega varios cientos de misiles balísticos intercontinentales móviles destinadas a los Estados Unidos.

#### 2009
El 5 de abril del 2009, Corea del Norte lanzó el refuerzo espacio Unha-2 (supuestamente basado en el largo alcance del Taepodong-2). Aunque el lanzamiento tuvo más éxito que la prueba del 2006, la tercera etapa todavía no se pudo separar. El Consejo de Seguridad de la ONU condenó el lanzamiento como una violación de las anteriores resoluciones del Consejo de Seguridad.
El 2 de julio del 2009, Corea del Norte disparó una serie de al menos cuatro misiles de crucero de tierra a buque en el Mar de Japón (Mar del Este). Dos días más tarde, el 4 de julio, se procedió a probar el disparo de otros siete misiles balísticos de tipo Scud en el mismo mar. Las pruebas fueron vistas por las potencias mundiales como un símbolo de desafío a las Naciones Unidas que se instalaron en Corea del Norte tras su ensayo nuclear el 25 de mayo del 2009. Estos lanzamientos se produjeron solo una semana después que el presidente estadounidense, Barack Obama amplió las sanciones económicas contra Corea del Norte. Esta es también una respuesta a las sanciones de la ONU que se impusieron en junio del 2009, después de la prueba nuclear de Pionyang en mayo del 2009, así como la nueva resolución de la ONU en la que cualquier nación puede inspeccionar un buque de Corea del Norte que la nación investigadora considera está llevando armamento. Se ha especulado que la prueba de lanzamiento de misiles fue un acto de desafío en contra de la fiesta nacional de Estados Unidos, el Día de la Independencia.

### Los sistemas operativos de entrega
Hay pruebas de que Corea del Norte ha sido capaz de miniaturizar una ojiva nuclear para su uso en un misil balístico. La tecnología de reingreso para proteger las ojivas de camino a sus objetivos es lo que hace falta. La pantalla de abril del 2012 de los misiles supuestamente ICBM fueron declarados falsos por los analistas occidentales, e indicaron que Corea del Norte estaba muy lejos de tener un ICBM creíble. En diciembre de 2012, Corea del Norte colocó un satélite en órbita por primera vez.

#### Probados con éxito
- KN-1 - un misil de crucero anti buqué de corto alcance. Su área de distribución se estima en alrededor de 160 kilómetros, lo más probable es que se trate de una versión mejorada del misil Termit Soviético (nombre en clave de la OTAN "Styx").
- KN-2 Toksa – de corto alcance, misil móvil de combustible sólido, de alta precisión, copia modificada de la OTR-21 soviética. Número desconocido en el servicio, por lo visto desplegado a finales de 1990 o principios de la década de los 2000.
- Hwasong-5 – modificación Scud inicial. Misil de carretera móvil, de combustible líquido, con un rango estimado de 330 km. Se ha probado con éxito. Se cree que Corea del Norte ha desplegado unos 150-200 misiles de ese tipo de lanzadores móviles.
- Hwasong-6 – modificación Scud posterior. Similar que el Hwasong-5, pero con un mayor rango (550-700 km) y una ojiva más pequeña (600-750 kg). Al parecer, este es el misil de Corea del Norte de mayor despliegue, con al menos 400 misiles en uso.
- Nodong-1 – modificación Scud más grande y más avanzada. De combustible líquido, misil de carretera móvil con una ojiva de 650 kg. Las variantes de la primera producción tenían la dirección de inercia, después las variantes contaron con guía GPS, lo que mejora la precisión del PAC a 190-250 m.[111] El alcance se estima entre 1.300 y 1.600 km.
- Taepodong-1 – Banco de pruebas demostrador de tecnología de tres etapas. La primera etapa fue adaptada de un Rodong-1. La segunda etapa fue adaptada de un Hwasong-6. El lanzamiento de un satélite se intentó en 1998. El satélite fracasó, pero las dos primeras etapas aparentemente funcionaban adecuadamente. Según algunos analistas, el Taepodong-1, si se desarrollara en una plataforma de ICBM, podría tener un alcance de cerca de 6.000 km, con una tercera fase y una carga útil de menos de 100 kg.[112][113] La Agencia de Inteligencia de Defensa de EE. UU. estima que el Taepodong-1 era un banco de pruebas, que no se pretendía ni se podría usar como arma.[114] El Centro Nacional de Inteligencia Espacial y del Aire de Estados Unidos hizo una evaluación similar.[115]

#### No probados / Fallos
- Taepodong-2 – Demostrador de tecnología de tres etapas.[116] La primera prueba se produjo en 2006, cuando el misil falló 40 segundos después del lanzamiento. Las estimaciones de la gama varían ampliamente - de 4.500 a 10.000 kilómetros (la mayoría de las estimaciones, ponen el rango cerca de 6.700 km). A partir de 2013, el Taepodong-2 aún no se ha desplegado.[117]
- KN-08 – Misil de carretera móvil ICBM. Alcance máximo> 3.400 millas. El Departamento de Defensa de Estados Unidos estima que al menos 6 KN-08 lanzadores están en implementación.[117]
- Musudan – Se cree que es una copia modificada del R-27 Zyb SLBM soviético, no probado a partir del 2013. Originalmente se cree que ha sido probado como la primera o segunda etapa de Unha, pero el análisis de los residuos mostró que el Unha utiliza la tecnología más antigua de lo que se cree que Musudan utiliza.[99] También conocido bajo los nombres Nodong-B, Taepodong-X y BM25, se predice que tienen un rango de 2,500-4,000 km suponiendo que se usa la tecnología R-27.[118] Un informe del Departamento de Defensa pone fuerza BM25 a menos de 50 lanzadores.[117]

## Exportaciones relacionadas con la tecnología de misiles balísticos
En abril de 2009, las Naciones Unidas designó a la Corporación para el Desarrollo y Comercio de Minería (KOMID) como comerciante de armas de Corea del Norte y principal exportador de equipos relacionados con misiles balísticos y armas convencionales. La ONU enrola a KOMID por estar basada en el Distrito Central de Pionyang. Sin embargo, también tiene oficinas en Beijing y oficinas de ventas en todo el mundo que facilitan la venta de armas y buscan nuevos clientes en busca de armas de Corea del Norte.
KOMID ha vendido tecnología de misiles a Irán y ha hecho ofertas para la tecnología relacionada con misiles con los taiwaneses. Representantes del KOMID también estuvieron involucrados en un acuerdo de Corea del Norte para producir en masa antitanque misiles Kornet guiados para Siria y KOMID también ha sido responsable de la venta de equipos, incluidas las tecnologías de misiles, barcos de guerra y múltiples piezas de artillería de cohetes, por un total de más de $100 millones, a África, América del Sur y el Medio Oriente.
El Ejército de Corea del Norte también ha utilizado una empresa llamada Hap Heng para vender armas en el extranjero. Hap Heng se asentó en Macao en la década de 1990 para manejar las ventas de armas, misiles y tecnología nuclear a naciones como Pakistán e Irán. El misil balístico de alcance medio de Pakistán, el Ghauri, se considera que es una copia del Norcoreano Nodong 1. En 1999, las fuentes de inteligencia afirman que Corea del Norte había vendido componentes de misiles a Irán. Directores de Hap Heng incluyen a Kim Song y Ko Myong Hun. Ko Myong Hun es ahora un diplomático cotizado en Beijing y puede estar implicado en el trabajo de KOMID.
Un informe del comité de sanciones de la ONU afirmó que Corea del Norte opera una red de contrabando internacional de tecnología de misiles balísticos y nucleares, incluyendo a Myanmar (Birmania), Siria e Irán.

### Socios de exportación
Muchos países han comprado misiles balísticos de Corea del Norte o han recibido ayuda de Corea del Norte para establecer la producción de misiles locales.
PakistánLas entidades de Corea del Norte siguieron prestando asistencia a los programas de misiles balísticos de Pakistán durante la primera mitad de 1999 a cambio de la tecnología de armas nucleares. Dicha asistencia era crítica para los esfuerzos de Islamabad para producir misiles balísticos. En abril de 1998, Pakistán probó el vuelo del Ghauri IRBM, que se basa en misiles Nodong de Corea del Norte. También en abril de 1998, Estados Unidos impuso sanciones contra entidades de Pakistán y Corea del Norte por su papel en la transferencia del Régimen de Control de Tecnología de Misiles de la Categoría I de la tecnología de misiles balísticos.
EgiptoEgipto ha recibido tecnologías y asistencia para la fabricación tanto del Hwasong-5 y Hwasong-6, y pudo haber proporcionado los sistemas de información o de orientación sobre misiles de largo alcance de Corea del Norte desde el programa Cóndor/Badr.
IránIrán fue uno de los primeros países en comprar misiles de Corea del Norte. Irán ha establecido la producción local para el Hwasong-5 (Shahab-1), Hwasong-6 (Shahab-2) y el Rodong-1 (Shahab-3). Irán también posee unos 19 misiles BM25 Musudan terrestres, según un cable filtrado clasificado del Departamento de Estado de EE. UU, Sin embargo, Irán nunca ha mostrado que estos misiles causaron que algunos funcionarios de inteligencia de Estados Unidos dudaran que los misiles fueron transferidos a Irán.

Emiratos Árabes Unidos
Los 25 misiles Hwasong-5 fueron adquiridos de Corea del Norte en 1989. La milicia de los Emiratos Árabes Unidos no estaba satisfecha con la calidad de los misiles, y se almacenaron.
Vietnam
Adquirió misiles Hwasong-5/6 en 1998.
Yemen
Se sabe que ha comprado misiles Hwasong-5 de la RPDC en la década de 1990, un total de 15 misiles, 15 Tels con 15 ojivas HE.

#### Exsocios de exportación
- Libia

Libia durante el gobierno de Muamar Gadafi había sido conocida por recibir asistencia tecnológica, planos y piezas de misiles de Corea del Norte.
Siria
Siria obtuvo originalmente el Scud-B de Corea del Norte. Corea del Norte pudo haber ayudado a Siria en el desarrollo de la Scud-C y / o el Scud-D. A partir de 2013, Siria depende de la ayuda extranjera a partir de múltiples países, entre ellos Corea del Norte, por los componentes avanzados de misiles y tecnologías.

#### El rechazo de un socio potencial de exportación
NigeriaEn enero del 2004, el gobierno de Nigeria anunció que Corea del Norte había acordado la venta de su tecnología de misiles, pero un mes después Nigeria rechazó el acuerdo bajo presión de EE. UU.

## Desnuclearización
Para el 20 de abril de 2018, Kim Jong-Un anunció la suspensión y el cierre de los programas nucleares.